# أونيكا أونونو
أونيكا أونونو (بالإنجليزية: Onyeka Onwenu)‏ (من مواليد 31 يناير 1952) هي مُمثلة ومُغنية نيجيرية.

## روابط خارجية
- أونيكا أونونو على موقع IMDb (الإنجليزية)
- أونيكا أونونو على موقع ديسكوغز (الإنجليزية)
- أونيكا أونونو على موقع قاعدة بيانات الفيلم (الإنجليزية)